# Криза вести
„Криза вести” је југословенски и словеначки кратки филм из 1966. године. Режирао га је Ладо Троха који је написао и сценарио.

## Улоге
| Глумац     | Улога |
| ---------- | ----- |
| Даре Улага |       |